# Tractat de Dardanos
El tractat de Dardanos de l'any 85 aC entre la República Romana i el Regne del Pont va ser signat per Sul·la i el rei Mitridates VI Eupator, posant fi a la Primera guerra mitridàtica.
Després de les derrotes de Mitridates a mans de Sul·la a les batalles de Queronea, Orcomen i la batalla naval de l'illa de Ténedos, Sul·la va sotmetre les illes gregues. La tensió política provocada a Roma per la guerra social van portar a Sul·la a proposar a Mitridates una sèrie d'acords per arribar a la pau. El tractat va ser negociat a la devastada ciutat ja en ruïnes de Dardanos, on es van acordar els detalls finals de la rendició del regne de Pont.
Els termes del tractat obligaven Mitridates a cedir els territoris acabats de conquerir a Grècia i les seves illes. També va haver de deixar les províncies de Bitínia, Frígia, Paflagònia i Capadòcia. Mitridates va haver de pagar també dos mil talents del seu tresor personal. Sul·la va imposar també a les províncies que s'havien rendit a Mitridates a pagar un impost addicional de vint mil talents (equivalents als seus ingressos per exportacions de dues dècades).